# География Карелии
Республика Карелия расположена на северо-востоке Европы, на северо-западе Европейской части России.
Крайняя северная точка Карелии находится к северу от озера Аськиярви, крайняя восточная точка лежит в Пудожском районе близ озера Малое Черозеро, крайняя южная точка — близ мыса Габанов, крайняя западная точка лежит на юге республики в Сортавальском районе на северном берегу озера Питкяярви (однако к ней близка точка, расположенная почти на той же долготе на севере республики в Лоухском районе — севернее озера Халтиоярви).
Географический центр республики находится на территории Паданского сельского поселения южнее деревни Кузнаволок близ озера Елмозеро.

## Административно-территориальное деление
Республика Карелия включает в себя 18 административных единиц:
- 2 городских округа,
- 16 муниципальных районов. Из них три имеют статус национального: Калевальский, Олонецкий и Пряжинский районы.

## Рельеф

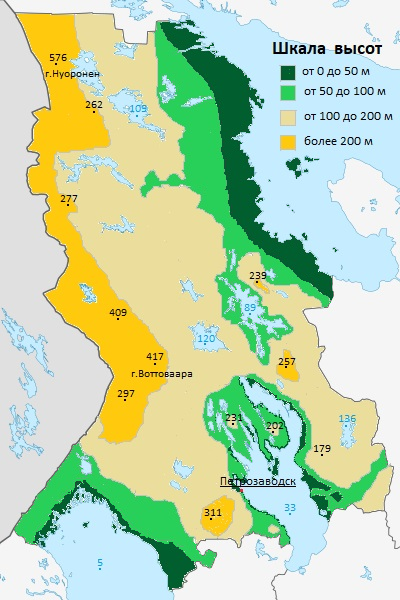
Республика Карелия. Шкала высот

Республика Карелия расположена на северо-западе Восточно-Европейской (Русской) равнины, в восточной части Балтийского щита. Карелия представляет собой холмистую равнину со множеством озёрных котловин, плоских и возвышенных скал, одиночных глыб и валунов, скоплений песка, глины, гальки, валунов в форме холмов и гряд. Вдоль северо-западной границы Карелии протянулся хребет Маанселькя, на западе расположилась Западно-Карельская возвышенность, на юге — Олонецкая возвышенность, на юго-востоке — Андомская возвышенность.
В прилегающих к Белому морю районах расположена заболоченная Прибеломорская низменность.
| Номер | Вершина       | Горный хребет | Высота  |
| ----- | ------------- | ------------- | ------- |
| 1     | Нуорунен      | Маанселькя    | 577 м   |
| 2     | Мянтютунтури  | Маанселькя    | 522 м   |
| 3     | Сиэппитунтури | Маанселькя    | 537 м   |
| 4     | Уконтунтури   | Маанселькя    | 503 м   |
| 5     | Кивакка       | Маанселькя    | 500 м   |
| 6     | Лунас         | Маанселькя    | 497 м   |
| 7     | Пяйнур        | Маанселькя    | 488 м   |
| 8     | Кометтоваара  | Маанселькя    | 458,9 м |
| 9     | Перяваара     | Маанселькя    | 443,8 м |
| 10    | Муткатунтури  | Маанселькя    | 437,8 м |

## Геологическое строение и полезные ископаемые
Территория Карелии расположена в юго-восточной части Балтийского щита — части древней докембрийской платформы. В Карелии имеются выходы древнейших в мире горных пород, возраст которых достигает 3,5 млрд лет. В результате тектонических движений поверхность щита была разбита на блоки — так сформировался главный доледниковый рельеф: основные возвышенности, низменности и озёрные котловины. Обнаружение на территории Карелии фитолитов со следами строматолитовых построек вместе с подобными открытиями в Канаде позволило отодвинуть время возникновения жизни на Земле от 1-1,5 млрд лет до 2-2,5 млрд лет. Ещё 150 млн лет назад на планете не было Атлантического океана, а Фенноскандинавский щит, Гренландия и Северная Америка были единой территорией. Фенноскандинавский щит, на котором расположена Карелия, считается «сонным», стабильным. Но щит этот никогда не был спокоен, о чём свидетельствуют многочисленные землетрясения уже в послеледниковый период. За последние сто лет насчитывается не менее двадцати землетрясений, в том числе 4-балльное в Кандалакшском заливе в 1976 году. Сейсмические станции на территории Финляндии улавливают средние и мелкие землетрясения, а поскольку на территории Карелии нет ни одной такой станции, то исторические факты воспринимаются на уровне легенд. К ним относятся все земные подвижки в Заонежье, наиболее нестабильном районе Карелии. В течение длительного времени в зонах древних разломов располагались вулканы (как на Камчатке, Курилах или на дне Красного моря), извергающие не только лавы, но и гидротермы (горячие и холодные источники). Остатки таких систем сохраняют активность вплоть до наших дней (процесс образования рудных ассоциаций), например, в пределах Заонежья, Пудожского, Медвежьегорского, Сегежского районов.

## Гидрография
На востоке Карелия омывается Белым морем, на юге — Ладожским и Онежским озёрами, береговая линия которых имеет многочисленные заливы и бухты. Основными элементами гидрографической сети Карелии являются озёра, реки, водохранилища, болота. Карелия богата ресурсами пресной воды. На Поморском и Карельском берегах Белого моря много заливов и бухт с большим количеством островов. Густая речная сеть Карелии принадлежит бассейнам Белого и Балтийского морей. Реки Карелии небольшие по протяженности, многоводные. Со множеством порогов и водопадов. Имеется более 60 тыс. крупных и мелких озёр, часто соединённых между собой протоками и реками; десятки тыс. островов; много болот. Судоходство осуществляется по Ладожскому и Онежскому озёрам, Беломорско-Балтийскому каналу и Белому морю. Реки относятся к бассейнам Белого и Балтийского морей; они сравнительно небольшие по протяжённости, но многоводны: часты пороги и водопады. Наиболее крупные реки: Кемь, Выг, Кереть, впадающие в Белое море и Водла, Суна, Шуя, впадающие в Онежское озеро. В Карелии, кроме крупнейших в Европе Онежского и Ладожского озёр, насчитывается свыше 40 тыс. больших и малых озёр. К крупным озёрам относятся Выгозеро, Топозеро, Пяозеро, Сегозеро. Озера в Карелии занимают 12 — 13 % суши (озёрность не уступает финляндской).
Самое большое болото Карелии — Юпяужшуо, площадью около 20 тыс. гектаров. Расположено в Калевальском районе по левому берегу реки Кепы, притока Кеми. Размер болота примерно 6 x 20 км.

## Климат
Погода изменчива. Климат мягкий с обилием осадков, меняется на территории Карелии от морского к умеренно — континентальному. Зима снежная, прохладная, но обычно без сильных морозов, если морозы наступают, то только на несколько дней. Лето непродолжительное и тёплое, с большим количеством осадков. Даже в июне в республике иногда бывают заморозки (крайне редко). Жара бывает редко и наступает на две-три недели по южным районам, но из-за высокой влажности она ощутима и при 20°С. В северных районах жара бывает крайне редко, и длится не более нескольких дней.

## Животный и растительный мир
Богат и разнообразен животный мир Карелии. Одних только позвоночных насчитывается здесь более 370 видов. Из них млекопитающих — 63 вида, птиц — 252, пресмыкающихся — 5, земноводных — 5, рыб — 53 вида. Располагаясь в таёжной зоне, Карелия обладает фауной, имеющей характерный лесной облик.
Карельская фауна сравнительно молодая, сложилась в послеледниковый период, то есть в течение последних 10 — 15 тысяч лет. Начало этого процесса относится к тому времени, когда территория современной Карелии освободилась наконец из-под вод древнего Балтийско-Беломорского бассейна и начала покрываться тундровой и лесотундровой растительностью. В этот период, получивший в науке название Иольдиевого времени, сюда проникли многие арктические виды зверей и птиц, и в первую очередь обитатели морских побережий и озёр: кулики, гагары, гуси, утки, белая куропатка, северный олень, лемминг, песец и другие. Из рыб следует отнести налима, бычка-подкаменщика, палию, ручьевую форель, сигов, озёрную корюшку.
Потепление климата и освобождение от воды больших участков суши привели к широкому распространению в Карелии древесной растительности и интенсивному заселению этой территории видами животных. С востока и северо-востока проникли сюда крошечная и равнозубая землеройки, лесной лемминг, красная и красно-серая полевки, летяга, гусь-гуменник, луток, пухляк, трехпалый дятел, чечевица, зелёная пеночка, снегирь, овсянка-ремез, таловка, живородящая ящерица, сиг-пыжьян, ряпушка; с юга и юго-запада — ёж, лесная куница, норка, чёрный хорек, обыкновенная полевка, садовая соня, желтогорлая мышь, клинтух, славка-черноголовка, чёрный дрозд, уж, веретеница, прыткая ящерица, синец, атлантический осетр, голавль, красноперка, пескарь, чехонь, судак и другие.
В последовавшую затем атлантическую эпоху, лиственные, смешанные и сосновые леса достигли в Карелии максимального развития. Это подтверждают остатки животных, найденные при археологических раскопках на ладожских и онежских стоянках доисторического человека (их возраст определён приблизительно в 4 — 8 тысяч лет). Из млекопитающих обнаружены тюлень, заяц-беляк, бобр, водяная крыса, соболь, куница, хорек, выдра, волк, лисица, два вида собак, бурый медведь, северный олень, лось, плосколобый бык, из птиц — беркут, канюк, чайки, ястребы, ворона, глухарь, тетерев, белая куропатка, гусь, лебедь-кликун и различные виды уток, из рыб — сом, судак, налим, сиги, окунь, плотва и другие. Большинство из них относится к лесным (таёжным) видам животных, но наряду с ними при раскопках неолитических стоянок были найдены и лесостепные виды — зубр, тур, косуля, кабан, дикий кот, серая цапля, крачка- мартышка и другие. Это свидетельствует о том, что облесенность тогда была меньше и климат мягче.
3—6 тысяч лет до нашей эры теплый и влажный атлантический период сменился сухим и жарким суббореальным, а затем более влажным и холодным климатом субатлантического периода (1 — 3 тысячи лет до нашей эры). В это время в Карелии наиболее широкое развитие получили темнохвойные (еловые) леса, а широколиственные породы начали отступать. Соответственно и в фауне явно увеличивалось число таёжных видов, прибывавших с севера и востока. Это белка, росомаха, бурый медведь, а из птиц — рябчик, глухарь, совы, дятлы и многие другие. В дальнейшем, уже в историческое время, формирование животного мира происходило под прямым или косвенным влиянием человека.
Разнообразие природных условий, связанное с большой протяженностью территории с севера на юг и хозяйственной деятельностью человека, преображающей ландшафт, наряду с историческими особенностями формирования фауны обуславливает совместное распространение в пределах Карелии видов животных с разными требованиями к среде, определяет смешанный состав животного мира.
Самым крохотным животным карельской тайги является бурозубка, весящая 2-3 г, самым крупным — лось, весом до 400 кг. Лось встречается повсеместно и всегда являлся желанным охотничьим трофеем. Мечтой охотников считается и бурый медведь, популяция которого на территории республики также весьма многочисленна. Встретить медведя в лесу удается редко — он ведёт преимущественно ночной образ жизни, осторожен. Ещё одним крупным зверем (до 190 кг) является лесной северный олень. Сегодня этот вид встречается в северных районах.
Представителем животного мира Карелии является бобр. Не так давно пришли в Карелию с юга и очень быстро достигли её северных рубежей енотовидная собака и дикий кабан. Ещё два вида — американская норка и ондатра были завезены на территорию республики и стали здесь промысловыми животными.
Полный список охотничьих зверей Карелии насчитывает 25 видов.
Пресмыкающиеся и земноводные Карелии представлены 4 таёжными видами (40 %), 3 видами с транспалеарктическим распространением (30 %) и тремя южными формами, характерными для европейских широколиственных лесов. К первой группе принадлежат живородящая ящерица, гадюка, травяная и остромордая лягушки, ко второй — жаба, обыкновенный тритон и веретеница, к третьей — прыткая ящерица, уж и гребенчатый тритон. Фауна наземных позвоночных Карелии на 35 % состоит из западно-европейских и южных форм, свойственных полосе широколиственных лесов, на 33 % — из широко распространенных в Евразии видов, на 24 % — из таёжных (сибирских) форм и на 9 % — из арктических (полярных) видов.
Разнообразен мир пернатых Карелии, насчитывающий более 260 видов, из которых около 200 — гнездящиеся. Большинство составляют птицы лесных ландшафтов — примерно 60 %, значительная группа (30 %) связана с водоёмами и менее 10 % видов предпочитают открытые ландшафты, 34 % видов птиц находят в северном пределе распространения, а 12 % в южном.
Наибольшей популярностью среди лесных птиц пользуются глухарь и тетерев. . К лесным птицам относятся певчий дрозд и соловей.
Летом изредка можно увидеть в полёте беркута, орлана-белохвоста и скопу. Их количество уменьшается, поэтому вид занесён в Красные книги России и Карелии. Среди водных птиц выделяется лебедь-кликун. Эта птица распространена по всей Карелии, но малочисленна.
Около 30 видов гнездящихся птиц обитают на Белом море. Это гага, длинноносый крохаль, полярная крачка, атлантический чистик и другие. Особенно оживлённо бывает здесь во время пролёта. На отдыхе и кормёжке на воде и у берегов держаться тысячные стаи морянок, синьги турпана и казарок.
В озёрах и реках Карелии обитает около 50 видов рыб. Больше всего видов отмечено в Ладожском (42) и Онежском (35) озёрах. С продвижением на север число их снижается. К числу наиболее ценных рыб относятся представители семейства лососёвых: лосось, сёмга, палия и сиг. В крупных озёрах предельной величины достигают судак, окунь, щука и хариус. Все эти рыбы являются объектами рыболовного туризма. Около 70 видов рыб и их разновидностей обитают в Белом море. К основным промысловым относятся сельдь, навага, треска, камбала, а также заходящие в реки сёмга, сиг и корюшка.
Из мира насекомых, насчитывающего в Карелии более 3000 видов, следует упомянуть комара.